# 칠산초등학교
칠산초등학교는 대한민국 경상남도 김해시 화목동에 있는 초등학교다.

## 학교 연혁
- 1945년 5월 30일 칠산공립국민학교 개교
- 1996년 3월 1일 칠산초등학교로 개칭
- 1996년 7월 23일 체육관 개관
- 2002년 5월 23일 별관 4개 교실 및 급식소 준공
- 2004년 1월 9일 야외 학습장 조성
- 2004년 10월 16일 칠메 샘터 개관
- 2010년 9월 3일 칠산학교 마을도서관 개관
- 2015년 1월 31일 칠산 방송국 개국
- 2015년 2월 17일 제71회 졸업(총 5872명)
- 2016년 2월 5일 제72회 졸업(총 5890명)
- 2017년 2월 10일 제73회 졸업(총 5894명)
- 2018년 2월 9일 제74회 졸업(총 5908명)
- 2018년 3월 1일 제30대 권지은 교장 부임
- 2019년 2 월21일 제75회 졸업(총 5,922명)
- 2019년 3월 1일 칠산해동이학교 운영
- 2020년 2월 14일 제76회 졸업(5,948명)
- 2020년 9월 1일 제31대 박민자 교장 부임

## 참고 자료
- 칠산초등학교 - 한국교육학술정보원 학교알리미